# Ga Seonbawi
Ga Seonbawi là ga nằm trên Tàu điện ngầm vùng thủ đô Seoul tuyến 4. Hầu hết hành khách sử dụng ga như điểm vận chuyển giữa nhiều xe buýt khác nhau và tuyến 4. Bên cạnh một vài điểm dừng xe buýt, nó không có gì thực sự khác ở vùng lân cận của nhà ga này.

## Bố trí ga
| ↑ Namtaeryeong                    |
| \| ２                             |
| Công viên trường đua ngựa Seoul ↓ |

| １ | ● Tuyến 4 | ← Hướng đi Jinjeop |
| ２ | ● Tuyến 4 | → Hướng đi Oido →  |